# Robert Laycock
Sir Robert Edward Laycock, KCMG, CB, DSO, KStJ (* 18. April 1907 in London; † 10. März 1968) war ein Major-General der British Army, der während des Zweiten Weltkriegs für seinen Dienst in britischen Kommandoeinheiten berühmt wurde.

## Frühe Jahre
Laycock wurde als ältester Sohn des Brigadegenerals Sir Joseph Frederick Laycock und dessen Frau Katherine Mary Hare (1872–1959) in London geboren. Laycock war ein Halbbruder der 7. Marquess of Downshire. Laycocks Vater wurde für seine Dienste im Ersten Weltkrieg zum Ritter geschlagen.
Laycock ging auf die Lockers Park School und besuchte später das Eton College. Danach begann er eine Offiziersausbildung im Royal Military College Sandhurst, das er als äußerst belesener, junger Mann mit ausgeprägtem, wissenschaftlichem Verständnis absolvierte. Zwischenzeitlich arbeitete er in einer Fabrik.

## Militärische Karriere
1927 wurde er Offizier der Royal Horse Guards. Im Zweiten Weltkrieg diente er als Oberstleutnant mit britischen Kommandoeinheiten in Nordafrika, auf Kreta, Sizilien und in Italien, bevor er zum Generalmajor befördert und 1943 Chief of Combined Operations wurde. Er behielt dieses Amt bis 1947.

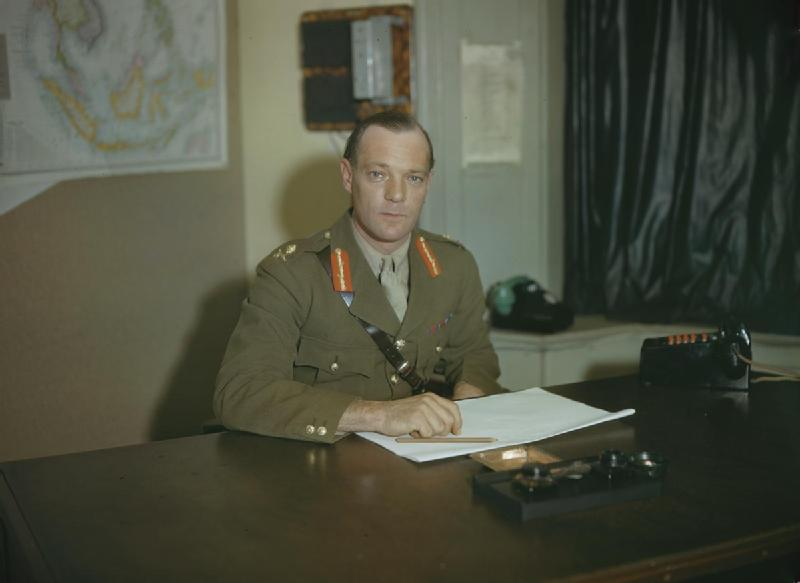
R. Laycock im Jahr 1943

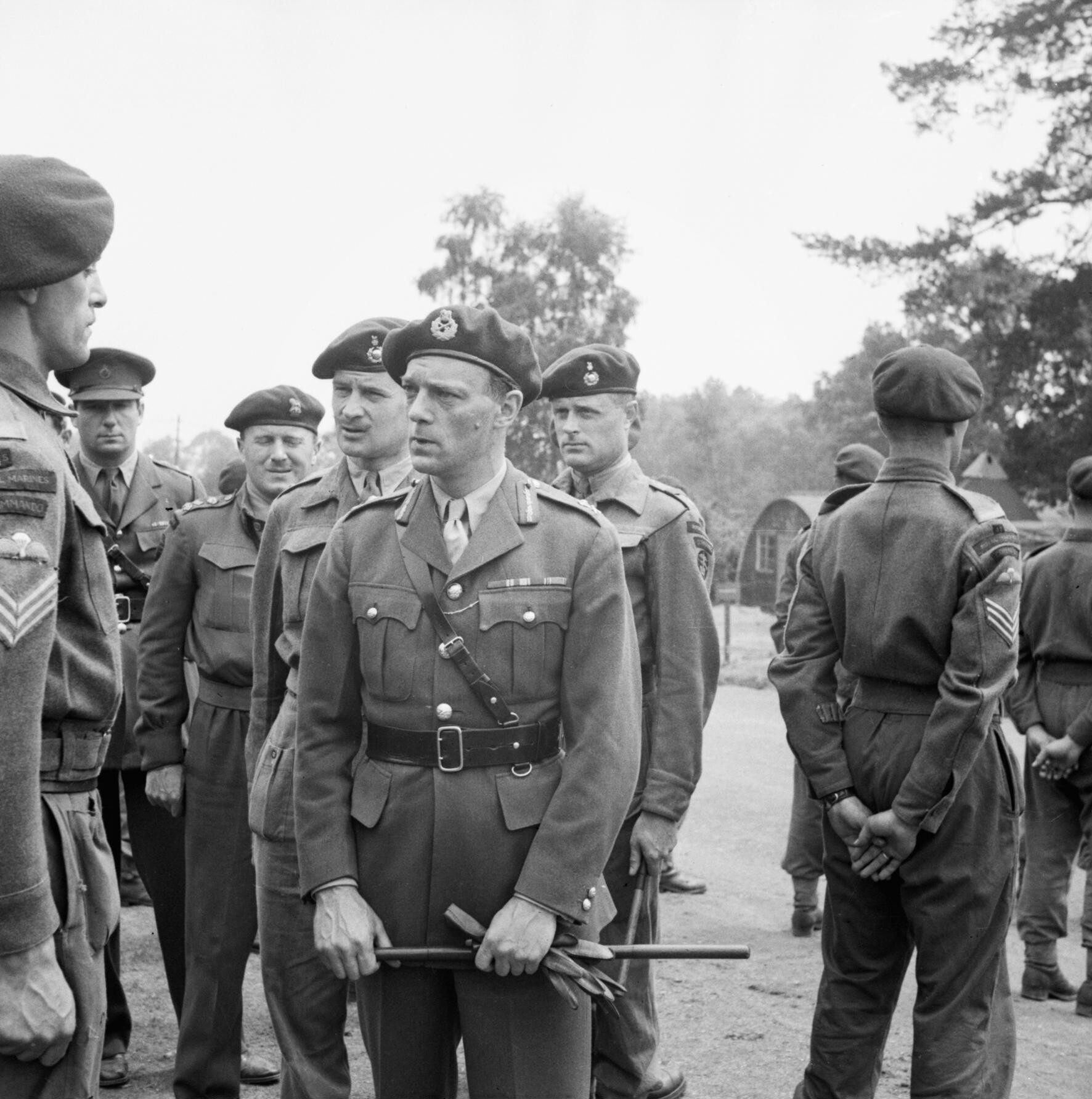
Laycock inspiziert Marinekommandos kurz vor ihrer Landung in der Normandie

## Gouverneur von Malta
1954 wurde Laycock von seinem alten Freund und damaligen Kriegsminister Anthony Head, zum Oberbefehlshaber und Gouverneur von Malta ernannt. Dies geschah während einer spannungsgeladenen Phase in Großbritannien, in der Dom Mintoff eine Kampagne lancierte, die Malta ihre Unabhängigkeit verschaffen sollte und ein Ende der britischen Besatzung verlangte. Laycock übte sein Amt bis 1959 aus, nachdem seine Amtszeit zweimal verlängert wurde.

## Späte Jahre
Laycock litt zeit seines Lebens an Kreislaufproblemen, die von kriegsbedingten, chronischen Beinschmerzen hervorgerufen wurden. 1962 wurde er zum Lord Lieutenant of Nottinghamshire ernannt. In seinen letzten Jahren war er als geachteter Reiter, Segler und Büchersammler bekannt. Man sagte von ihm, dass er keine Feinde gehabt habe. Nach einem sonntäglichen Kirchgang am 10. März 1968 erlitt er einen Herzinfarkt, an dessen Folgen er verstarb. Sein damaliges beträchtliches Vermögen wurde auf 279.910 Pfund Sterling geschätzt.

## Familie
Laycock war seit 1935 mit Claire Angela Louise Dudley Ward (1916–1999) verheiratet, der jüngsten Tochter des liberalen Unterhausabgeordneten für Southampton, William Dudley Ward. Mit seiner Frau hatte Laycock zwei Söhne und drei Töchter.

## Auszeichnungen
- 1943: Distinguished Service Order
- 1945: Companion des Order of the Bath
- 1954: Knight Commander des Order of St Michael and St George
- Knight des Order of St John
- Commander der Legion of Merit (USA)
- Kommandeur der Légion d’Honneur (Frankreich)
- Großoffizier des Ordens von Oranien-Nassau mit Schwertern (Niederlande)
- Kommandeur mit Stern des Sankt-Olav-Ordens (Norwegen)